# تيري ستودارت
تيري ستودارت (بالإنجليزية: Terry Stoddart)‏ هو لاعب كرة قدم بريطاني في مركز حراسة المرمى، ولد في 28 نوفمبر 1931 في نيوكاسل أبون تاين في المملكة المتحدة، وتوفي بنفس المكان في 2014. لعب مع نادي بول تاون ونادي دارلنجتون ونادي يورك سيتي ونيوكاسل يونايتد.